# Nicolás García
Nicolás García Hemme (ur. 20 czerwca 1988 w Las Palmas) – hiszpański zawodnik taekwondo, wicemistrz olimpijski z Londynu w kategorii do 80 kg.
W 2009 roku zdobył srebrny medal w wadze półśredniej do 80 kg na mistrzostwach świata w taekwondo w Kopenhadze. Trzy lata później zdobył srebrny medal podczas igrzysk olimpijskich w Londynie.